# 利比亚共产党
利比亚共产党（阿拉伯语：‎）是一个利比亚共产主义政党。
马克思主义通过留学国外的资本主义知识分子和来自意大利的马克思主义者被传播到利比亚。
利比亚共产党成立于二战爆发后不久，利比亚当局即刻镇压共产党组织。1951年11月，利比亚共产党七位领导人被迫流亡国外，同时共产党组织一直处于警方的严密监视之下。利比亚共产党总部位于班加西。该党影响力仅限于昔兰尼加。
该党武装力量由示威的学生组成。 1952年，政府禁止所有政党活动。